# Patrick Deneen
Patrick Deneen (ur. 25 grudnia 1987 w Redmond) – amerykański narciarz dowolny, specjalizujący się w jeździe po muldach. W tej konkurencji zdobył złoty medal na Mistrzostwach Świata w Inawashiro w 2009 roku. Jest również dwukrotnym brązowym medalistą mistrzostw świata w Voss. W 2010 roku wystartował na igrzyskach olimpijskich w Vancouver, zajmując 19. miejsce w jeździe po muldach. Na rozgrywanych cztery lata później igrzyskach w Soczi zajął szóste miejsce. Najlepsze wyniki osiągnął w sezonie 2011/2012, kiedy to zajął drugie miejsce w klasyfikacji generalnej i klasyfikacji jazdy po muldach. Ponadto w sezonach 2012/2013 i 2013/2014 był trzeci w klasyfikacji jazdy po muldach. Deneen jest też brązowym medalistą mistrzostw świata juniorów w miejscowości Krasnoje Oziero z 2006 roku.

## Osiągnięcia

### Igrzyska olimpijskie
| Miejsce | Dzień     | Rok  | Miejscowość | Konkurencja      | Zwycięzca          |
| ------- | --------- | ---- | ----------- | ---------------- | ------------------ |
| 19.     | 14 lutego | 2010 | Vancouver   | Jazda po muldach | Alexandre Bilodeau |
| 6.      | 10 lutego | 2014 | Soczi       | Jazda po muldach | Alexandre Bilodeau |

### Mistrzostwa świata
| Miejsce | Dzień       | Rok  | Miejscowość | Konkurencja      | Zwycięzca          |
| ------- | ----------- | ---- | ----------- | ---------------- | ------------------ |
| 1.      | 7 marca     | 2009 | Inawashiro  | Jazda po muldach | -                  |
| 5.      | 8 marca     | 2009 | Inawashiro  | Muldy podwójne   | Alexandre Bilodeau |
| 6.      | 2 lutego    | 2011 | Deer Valley | Jazda po muldach | Guilbaut Colas     |
| 5.      | 5 lutego    | 2011 | Deer Valley | Muldy podwójne   | Alexandre Bilodeau |
| 3.      | 6 marca     | 2013 | Voss        | Jazda po muldach | Mikaël Kingsbury   |
| 3.      | 8 marca     | 2013 | Voss        | Muldy podwójne   | Alexandre Bilodeau |
| 4.      | 18 stycznia | 2015 | Kreischberg | Jazda po muldach | Anthony Benna      |
| 7.      | 19 stycznia | 2015 | Kreischberg | Muldy podwójne   | Mikaël Kingsbury   |

### Puchar Świata

#### Miejsca w klasyfikacji generalnej
- sezon 2004/2005: 16.
- sezon 2007/2008: 16.
- sezon 2008/2009: 48.
- sezon 2009/2010: 21.
- sezon 2010/2011: 12.
- sezon 2011/2012: 2.
- sezon 2012/2013: 6.
- sezon 2013/2014: 11.
- sezon 2014/2015: 71.
- sezon 2016/2017: 221.

#### Zwycięstwa w zawodach
1. Ruka – 11 grudnia 2010 (jazda po muldach)
2. Naeba – 19 lutego 2012 (muldy podwójne)
3. Åre – 10 marca 2012 (muldy podwójne)
4. Megève – 18 marca 2012 (muldy podwójne)

#### Pozostałe miejsca na podium w zawodach
1. Lake Placid – 18 marca 2008 (jazda po muldach) – 3. miejsce
2. Lake Placid – 20 marca 2008 (jazda po muldach) – 3. miejsce
3. Valmalenco – 15 marca 2008 (jazda po muldach) – 3. miejsce
4. Deer Valley – 29 stycznia 2009 (jazda po muldach) – 3. miejsce
5. Åre – 12 marca 2010 (jazda po muldach) – 2. miejsce
6. Åre – 13 marca 2010 (jazda po muldach) – 3. miejsce
7. Méribel – 15 grudnia 2010 (muldy podwójne) – 2. miejsce
8. Åre – 12 marca 2011 (muldy podwójne) – 3. miejsce
9. Lake Placid – 19 stycznia 2012 (jazda po muldach) – 2. miejsce
10. Lake Placid – 17 stycznia 2013 (jazda po muldach) – 2. miejsce
11. Deer Valley – 31 stycznia 2013 (jazda po muldach) – 3. miejsce
12. Deer Valley – 2 lutego 2013 (muldy podwójne) – 2. miejsce
13. Soczi – 15 lutego 2013 (jazda po muldach) – 2. miejsce
14. Åre – 15 marca 2013 (jazda po muldach) – 2. miejsce
15. Sierra Nevada – 22 marca 2013 (muldy podwójne) – 2. miejsce
16. Calgary – 4 stycznia 2014 (jazda po muldach) – 3. miejsce
17. Lake Placid – 15 stycznia 2014 (jazda po muldach) – 2. miejsce
18. Voss – 15 marca 2014 (jazda po muldach) – 3. miejsce
19. Deer Valley – 9 stycznia 2015 (jazda po muldach) – 3. miejsce

- W sumie (4 zwycięstwa, 9 drugich i 10 trzecich miejsc).